# Znamenosets
Znamenosets (bulgariska: Знаменосец) är ett distrikt i Bulgarien.   Det ligger i kommunen Obsjtina Radnevo och regionen Stara Zagora, i den centrala delen av landet, 220 km öster om huvudstaden Sofia.
Trakten runt Znamenosets består till största delen av jordbruksmark. Runt Znamenosets är det ganska glesbefolkat, med 43 invånare per kvadratkilometer.